# Aprionus smirnovi
Aprionus smirnovi är en tvåvingeart som beskrevs av Boris Mamaev 1961. Aprionus smirnovi ingår i släktet Aprionus och familjen gallmyggor. Inga underarter finns listade i Catalogue of Life.